# Rosenbürstenhornwespe

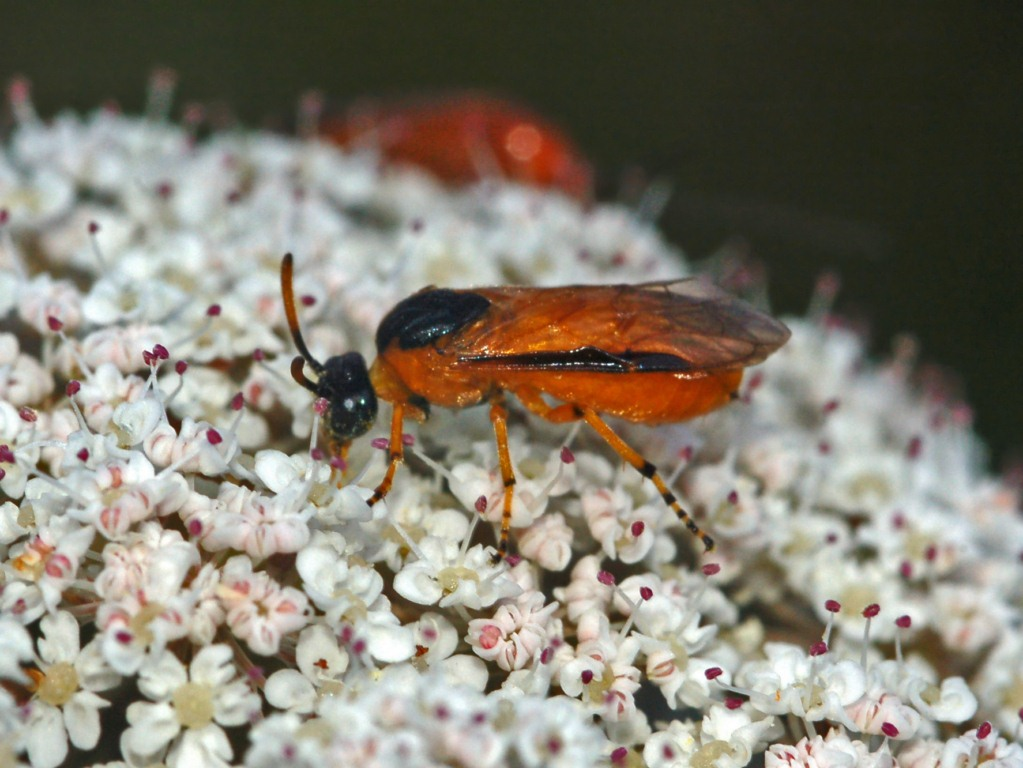
Seitenansicht

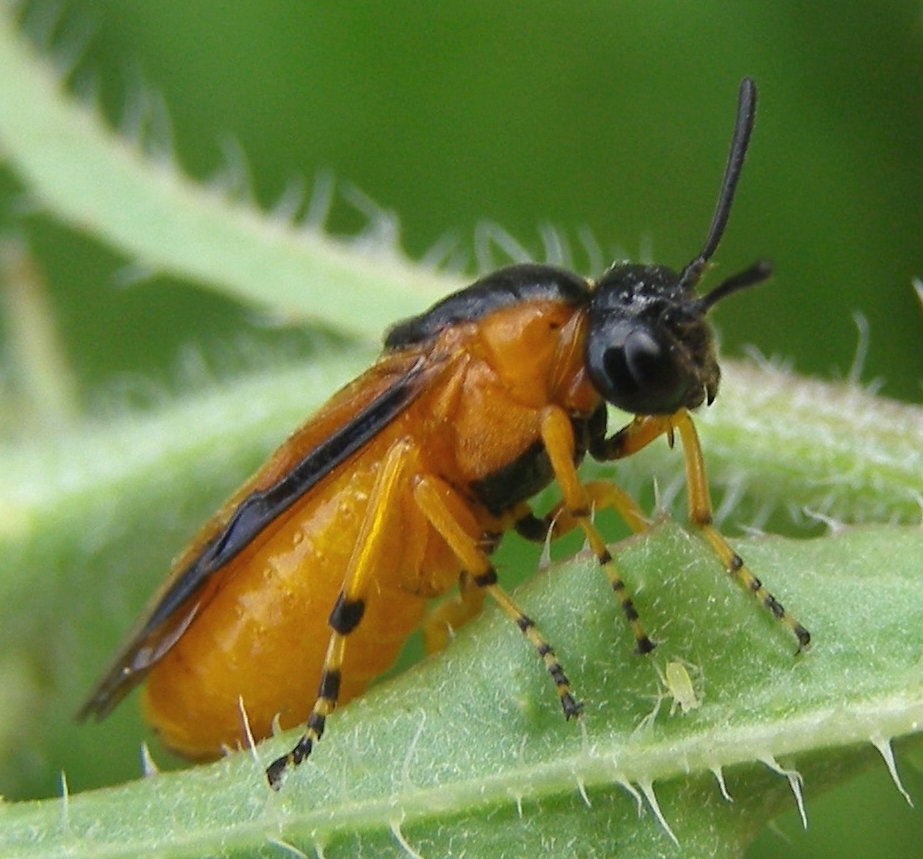
Weitere Seitenansicht

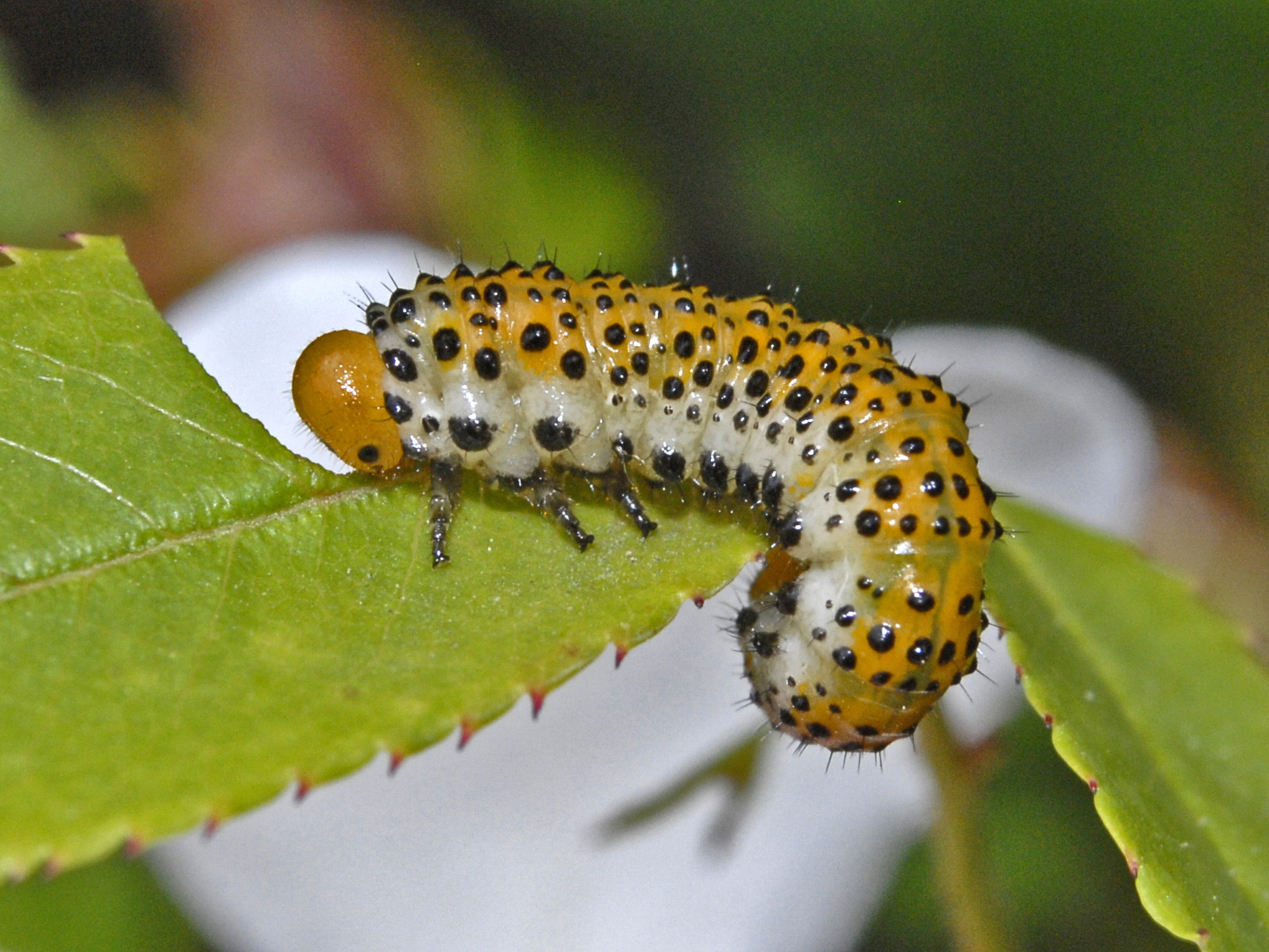
Larve der Rosenbürstenhornwespe

Die Rosenbürstenhornwespe (Arge ochropus, Syn.: Arge rosae) ist eine Pflanzenwespe aus der Familie der Bürstenhornblattwespen. Sie ist eine von 18 Arten der Gattung in Deutschland.

## Merkmale
Die Pflanzenwespen werden sieben bis zehn Millimeter lang. Ihr Kopf ist schwarz. Sie haben ein Abdomen, das die Breite der vorderen Körperglieder übertrifft. Das Mesonotum ist schwarz, der restliche Thorax ist gelb oder rotgelb. Daran ist die Art von allen anderen mitteleuropäischen Arge- Arten unterscheidbar. Der Hinterleib ist leuchtend gelb gefärbt. Beim Männchen sind die Cerci schwarz und gegen den gelben Hinterleib scharf abgesetzt. Die Beine sind fast vollständig gelb gefärbt. Die apikalen Enden der Tibien sind schwarz. Außerdem weisen die Tarsen schwarze Ringe auf. Die überwiegend schwarzen Fühler weisen auf den apikalen zwei Dritteln meist eine seitliche Gelbfärbung auf. Entlang dem vorderen Rand der Vorderflügel verläuft ein schwarzer Rand zu dem ebenfalls schwarz gefärbten Flügelmal. Die Rosenbürstenhornwespe hat keinen Stachel und kann somit nicht stechen. Das Weibchen hat aber einen Legebohrer, mit dem sie 16 bis 18 Eier in einer Reihe an der Wirtspflanze ablegt.
Die Larven sind auf der Oberseite gelb, auf der Unterseite weißlich. Die Kopfkapsel ist gelb. Der Körper ist mit schwarzen Flecken übersät. Die Larven ähneln denen von Arge pagana. Die Larven von Arge ochropus besitzen jedoch unmittelbar hinter den Stigmata (Tracheenöffnungen) jeweils einen schwarzen Fleck.

## Verbreitung
Die Art kommt in Europa, in West- und Zentralasien sowie im Mittelmeerraum vor. In Mitteleuropa ist sie weit verbreitet und nicht selten, sie tritt auch in Hausgärten auf. Sie gilt als landwirtschaftlicher Schädling beim kommerziellen Rosenanbau.

## Lebensweise
Die Larven von Arge ochropus leben auf verschiedenen Rosenarten. Als Nahrungspflanzen werden genannt: Rosa canina, Rosa gallica, Rosa rubiginosa, Rosa majalis und Rosa pimpinellifolia sowie in Kleinasien auch Rosa damascena. Die Imagines sind Blütenbesucher ohne Bindung an Rosen, sie treten z. B. häufig auf den Blüten von Doldenblütlern auf. Arge ochropus gilt als etwas wärmeliebend. Sie kommt häufig gemeinsam mit verwandten Arten wie z. B. Arge pagana vor. Flugzeit der Imagines ist der Sommer (April/Mai bis August). Die Art bildet in Mitteleuropa zwei oder drei überlappende Generationen aus. Die Larven leben gesellig (gregär) auf Rosenbüschen und können Kahlfraß verursachen. Die Verpuppung erfolgt im Boden unterhalb der Pflanze. Im letzten Stadium spinnen die Larven dazu einen steifen, zweilagigen Kokon aus Seide.
Die Larve von Arge ochropus ist wie alle untersuchten Arten gegen Fressfeinde wie z. B. Ameisen durch Giftstoffe geschützt. Beim Annähern einer Ameise krümmt die Larve ihr Abdomen in ihre Richtung nach oben. Aus Drüsen auf der Bauchseite austretendes Sekret, aber auch das Blut (Hämolymphe) der Larve wirkten fraßhemmend und giftig auf Ameisen. Die ziemlich auffallend gefärbten Larven wurden auch von Singvögeln (Amseln) verschmäht. Zu den Parasiten der Pflanzenwespenart gehört die Erzwespe Tetrastichus hylotomarum.